# Akcja (film)
Akcja – przebieg zdarzeń przedstawionych w utworze filmowym. Akcja bywa zarysowana z różną intensywnością, zależnie od rodzaju filmu: niektóre filmy są niemal jej pozbawione (film absolutny, impresja dokumentalna), w innych zaś odgrywa ona podstawową rolę dramaturgiczną (film sensacyjny, przygodowy, kryminalny, itp.). Przypadkiem silnego zaakcentowania jej roli jest film akcji, w którym dąży się do maksymalnego wyeksponowania dynamiki przebiegu zdarzeń.
Akcja nie musi przestrzegać logicznych zasad przyczynowości i może realizować się wyłącznie poprzez serię przeciwstawnych działań – akcji i reakcji. Ważnymi składnikami akcji są: konflikt, perypetie oraz intrygi. Klasycznie rozumiana akcja filmowa zbudowana jest z pięciu następujących po sobie segmentów: ekspozycji, zawiązania, rozwinięcia, punktu kulminacyjnego oraz rozwiązania.